# Tag der Rheinisch-Bergischen Geschichte
Der Tag der Rheinisch-Bergischen Geschichte war eine Veranstaltung des Rheinisch-Bergischen Kreises mit dem Ziel, die Geschichtskenntnisse und das Geschichtsbewusstsein der Bevölkerung zu verbessern. Das Motto lautete: Geschichte mal anders erleben. Die Veranstaltungen fanden in den Jahren 2008–2015 jeweils am letzten Samstag im April statt. Die Veranstaltungsorte wechselten jährlich, so dass nach acht Jahren der Tag der Rheinisch-Bergischen Geschichte jeweils einmal in jeder der acht Städte und Gemeinden des Kreises durchgeführt worden ist.

Sechs Städte, zwei Gemeinden

## 2008 Bergisch Gladbach

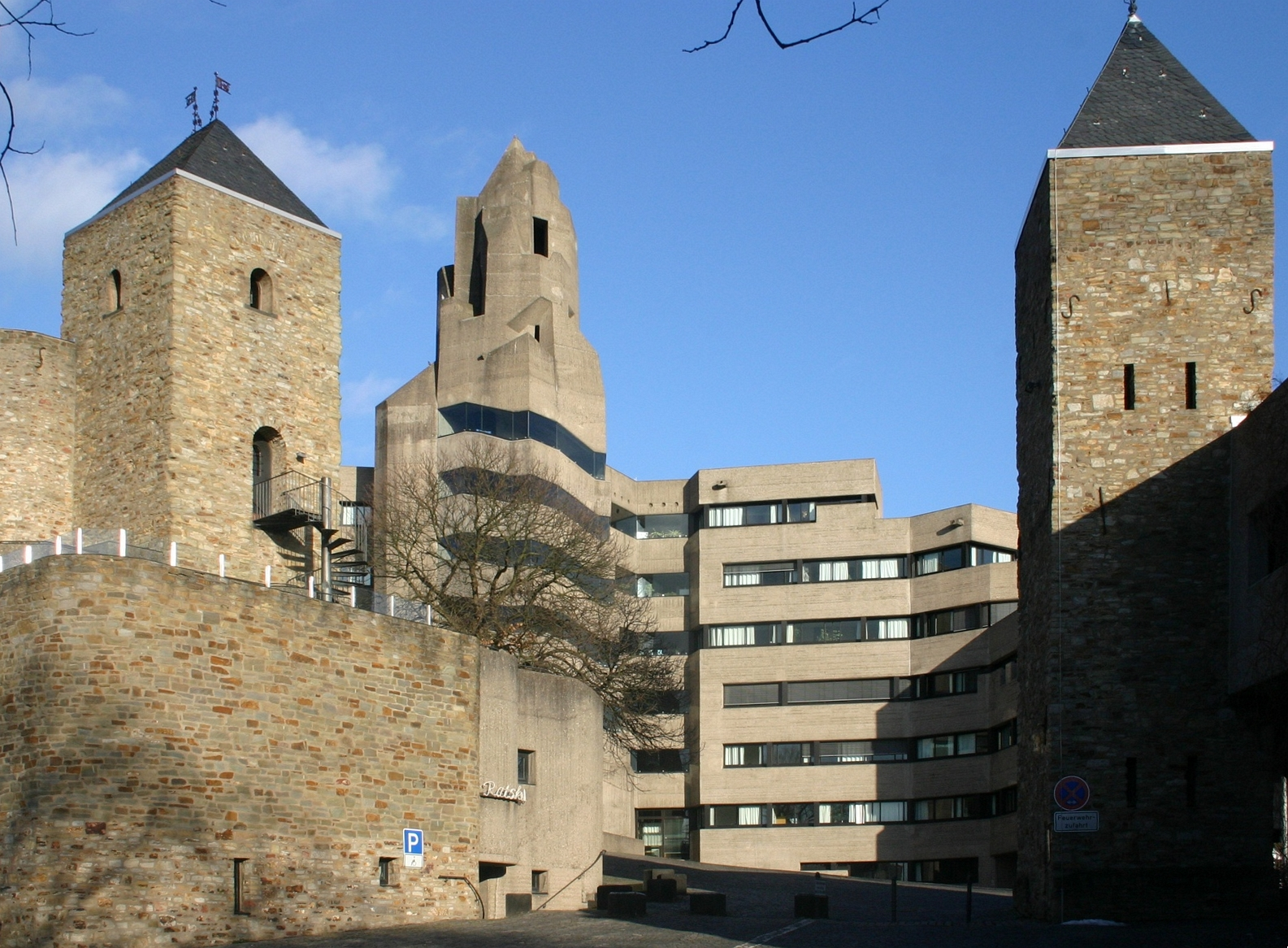
Rathaus im Stadtteil Bensberg

Der erste Tag wurde 2008 in Bergisch Gladbach veranstaltet. Partner des Kreises als Ausrichter war der Bergische Geschichtsverein Abt. Rhein-Berg. Sein Geschichtelokal im Stadtteil Bensberg war Ausgangspunkt der Bustouren und Führungen sowie der Ort für die Vorträge.
Angeboten wurden
- die Franzosen-Tour zu Erinnerungsorten des bergischen Widerstandes und auch zu den Friedhöfen aus der Zeit der napoleonischen Kriege um 1800
- eine Denkmal-Tour zu ausgewählten Gladbacher Baudenkmälern und eine Tour zu vier Bauwerken des Architekten Gottfried Böhm
- eine Bergbau-Tour zu verschiedenen Stätten des Bensberger Erzreviers unter der Führung von Herbert Stahl
- zwei Spaziergänge rund um das alte Schloss/Bensberger Rathaus und um das neue Schloss Bensberg
- ein Vortrag zu den Treppenhäusern in Schloss Bensberg und ein Vortrag zum aktuellen Stand der genealogischen Forschung in Bergisch Gladbach und Umgebung.

## 2009 Odenthal

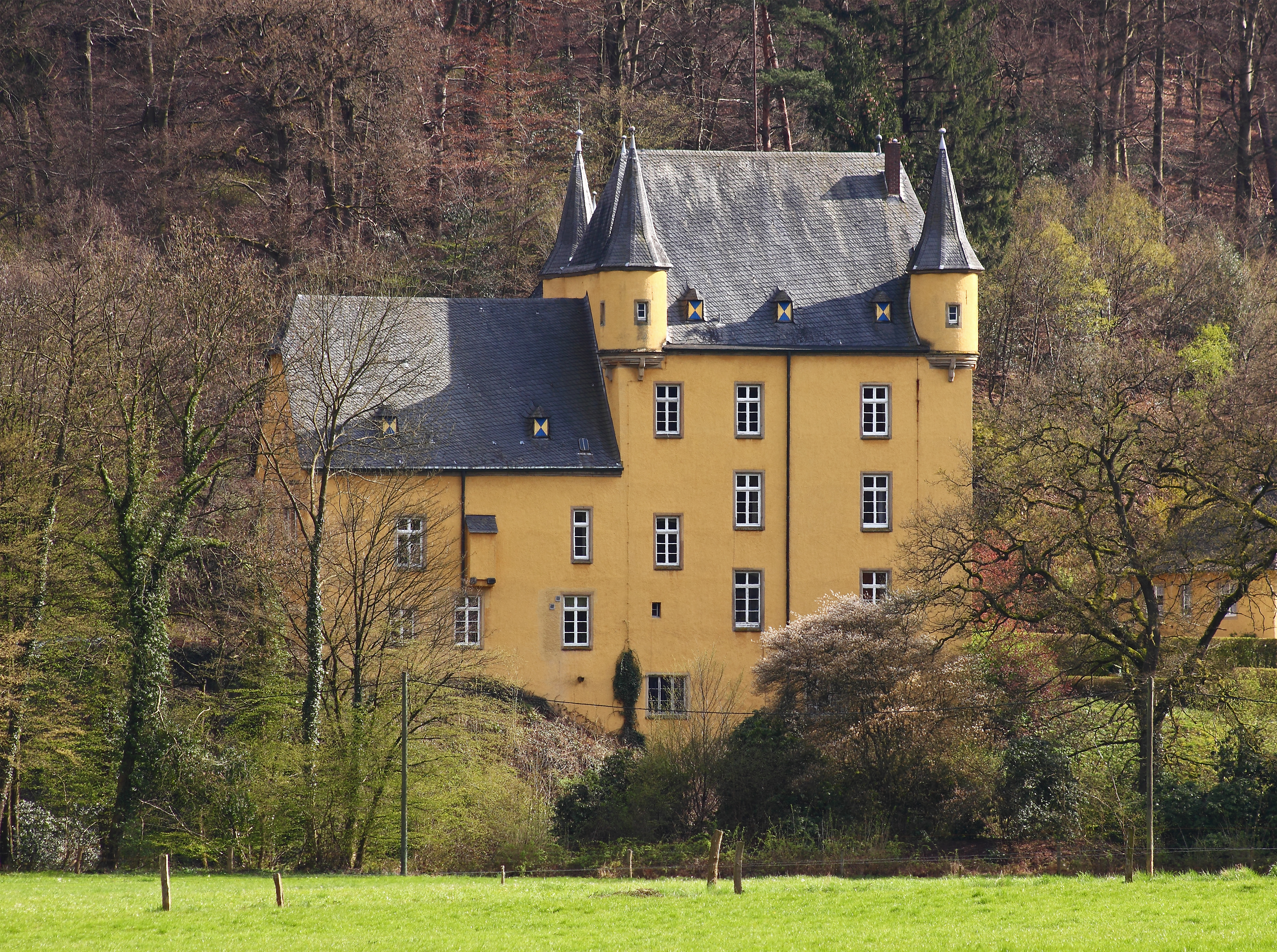
Schloss Strauweiler

Der zweite Tag wurde unter Mitwirkung des Vereins Landschaft und Geschichte in Odenthal veranstaltet. Hier war das Bürgerhaus Herzogenhof Treff- und Ausgangspunkt.
Neben einer ganztägigen Rallye für Kinder fand eine Führung durch das historische Odenthal statt. Zusätzlich konnten die Kirche St. Pankratius und das Schloss Strauweiler unter fachkundiger Begleitung besichtigt werden. Die Führung im Schloss übernahm der Hausherr Hubertus Prinz zu Sayn-Wittgenstein-Berleburg. Ein Vortrag zum modernen satellitengestützten Global Positioning System (GPS) schloss den Tag ab.

## 2010 Burscheid

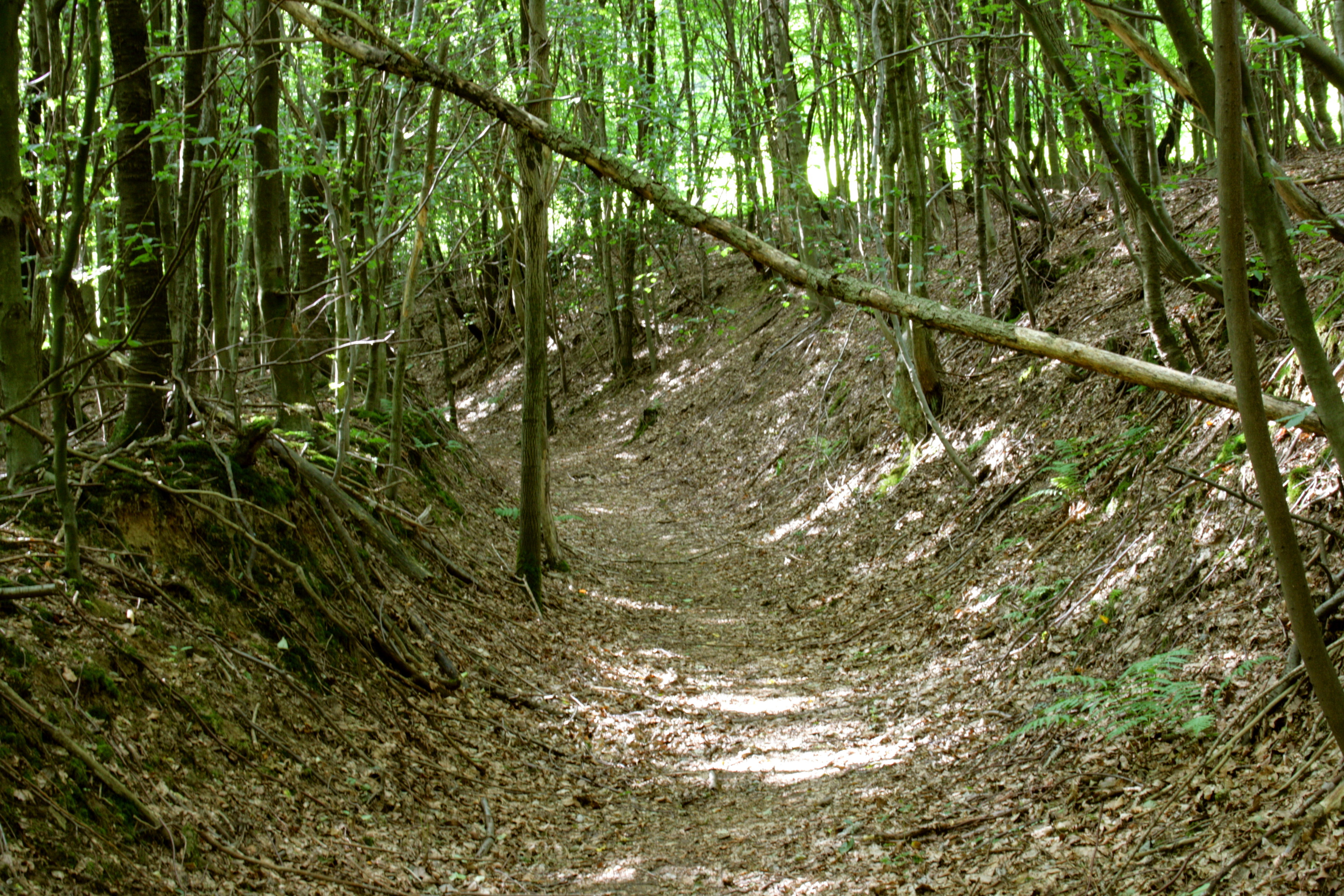
Ringwall der ehemaligen Eifgenburg

Der dritte Tag wurde 2010 in der Musikstadt Burscheid veranstaltet. Demgemäß gehörten zum Programm jeweils ein Konzert der Musicalischen Academie von 1812 und des Orchestervereins Hilgen 1912. Ein Stadtrundgang mit Erklärungen auf Platt und eine Führung durch die evangelische Kirche wurden angeboten. Das Badehaus und das Feuerwehrhaus mit einer Ausstellung historischer Uniformen und Utensilien konnten besichtigt werden. Zur Eifgenburg führten eine Wanderung und auf einem leichteren Weg ein Spaziergang. Ein Vortrag befasste sich mit Pastor Johannes Löh, nach dem eine Straße in Burscheid benannt ist. Die außerhalb gelegene Lambertsmühle konnte den ganzen Tag über erkundet werden.

## 2011 Rösrath

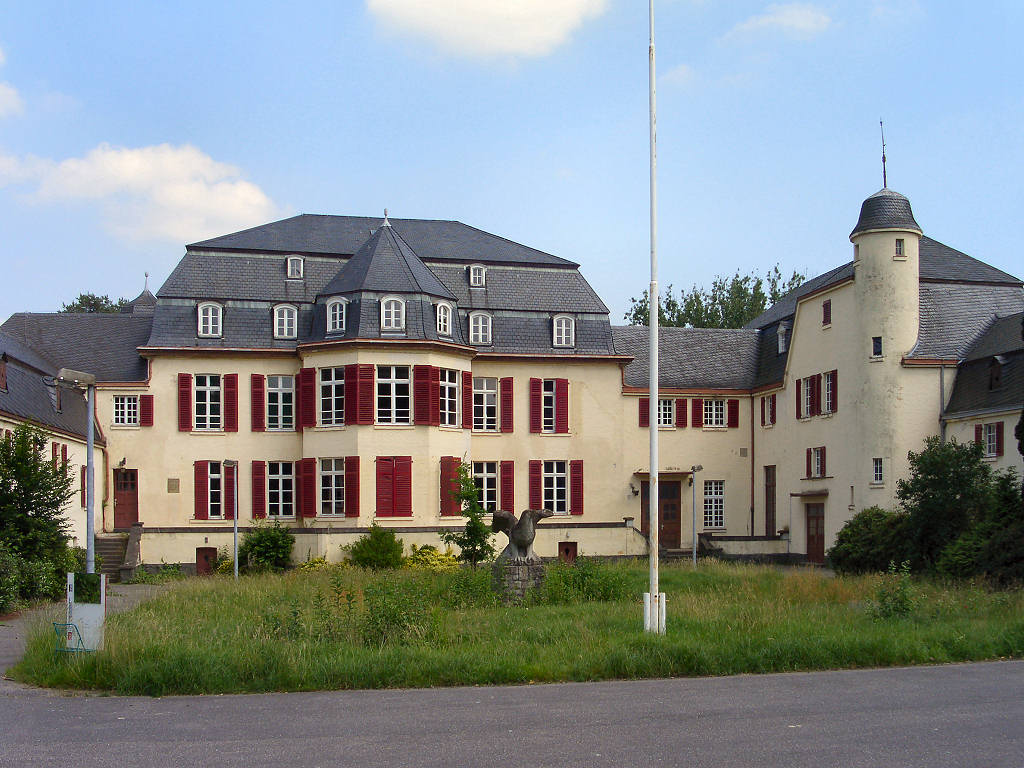
Haus Venauen vor dem Umbau von 2012/2013

Der vierte Tag im Jahr 2011 wurde vom Geschichtsverein Rösrath ausgerichtet. Lokaler Treffpunkt war das Bürgerforum im Stadtteil Hoffnungsthal. Hier begannen die verschiedenen Führungen. Das erste Ziel war die Evangelische Kirche Volberg und die sie umgebenden Baudenkmäler wie das Baumhofshaus. Die ältesten Bauteile der Kirche stammen aus dem 12. Jahrhundert. Die evangelische Kirchengemeinde Volberg feierte im Jahr 2012 ihr 450-jähriges Bestehen. Wesentlich jünger, aus dem Zweiten Weltkrieg ist der Bunker Hoffnungsthal. Die ehemalige Grube Bergsegen repräsentiert eine Bergbaugeschichte, die bis ins Mittelalter zurückreicht und ihren Höhepunkt im 19. und der ersten Hälfte des 20. Jahrhunderts hatte. Die Villen der Familie Reusch zeugen von der örtlichen Bedeutung dieser Familie im 19. und 20. Jahrhundert. Die Firma Reusch finanzierte um 1890 einen wesentlichen Anteil der Bahnstrecke Köln–Lindlar. Zum Abschluss des Tages wurde über die Zukunft von Haus Venauen diskutiert.

## 2012 Leichlingen

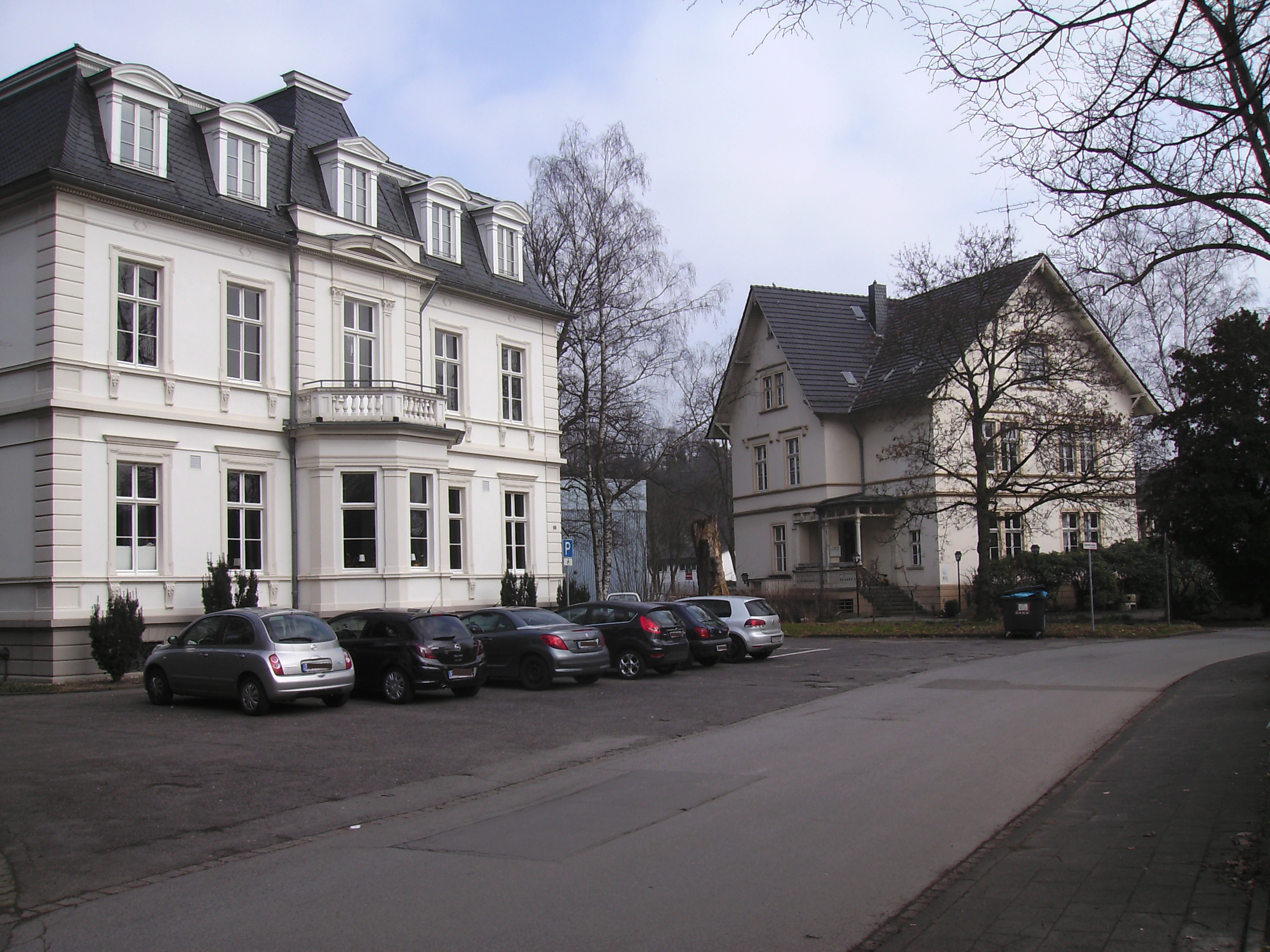
Das Bürgerhaus (links)

Der fünfte Tag im Jahr 2012 wurde mit Unterstützung des Geschichtsstammtisches und der Stadt in Leichlingen organisiert. Nahe dem Zentrum der Stadt befindet sich die Villa Weyermann, heute das Bürgerhaus Am Hammer. Das 1877 errichtete Haus ist nach einer Unternehmerfamilie benannt, die in der zweiten Hälfte des 19. Jahrhunderts bedeutenden Einfluss in der Stadt besaß. Als erste Veranstaltung fand dort eine Einführung in die Geschichte Leichlingens statt. Schloss Eicherhof und sein von Joseph Clemens Weyhe gestalteter Park waren Gegenstand einer Führung. Eine zweite Führung befasste sich mit der evangelischen Kirche und dem umliegenden Denkmalbereich Dorf. Der heutige Besitzer hielt einen Vortrag über das Haus „Hermann des Wirths Hauß“, das bereits Anfang des 17. Jahrhunderts urkundlich erwähnt wurde und auch heute wieder als Restaurant und Wirtshaus genutzt wird. Außerhalb des Zentrums konnte Haus Vorst besichtigt werden, das sich in Privatbesitz befindet. Die Bustour führte anschließend in den Ortskern von Witzhelden mit der evangelischen Kirche Alter vom Berge.

## 2013 Kürten

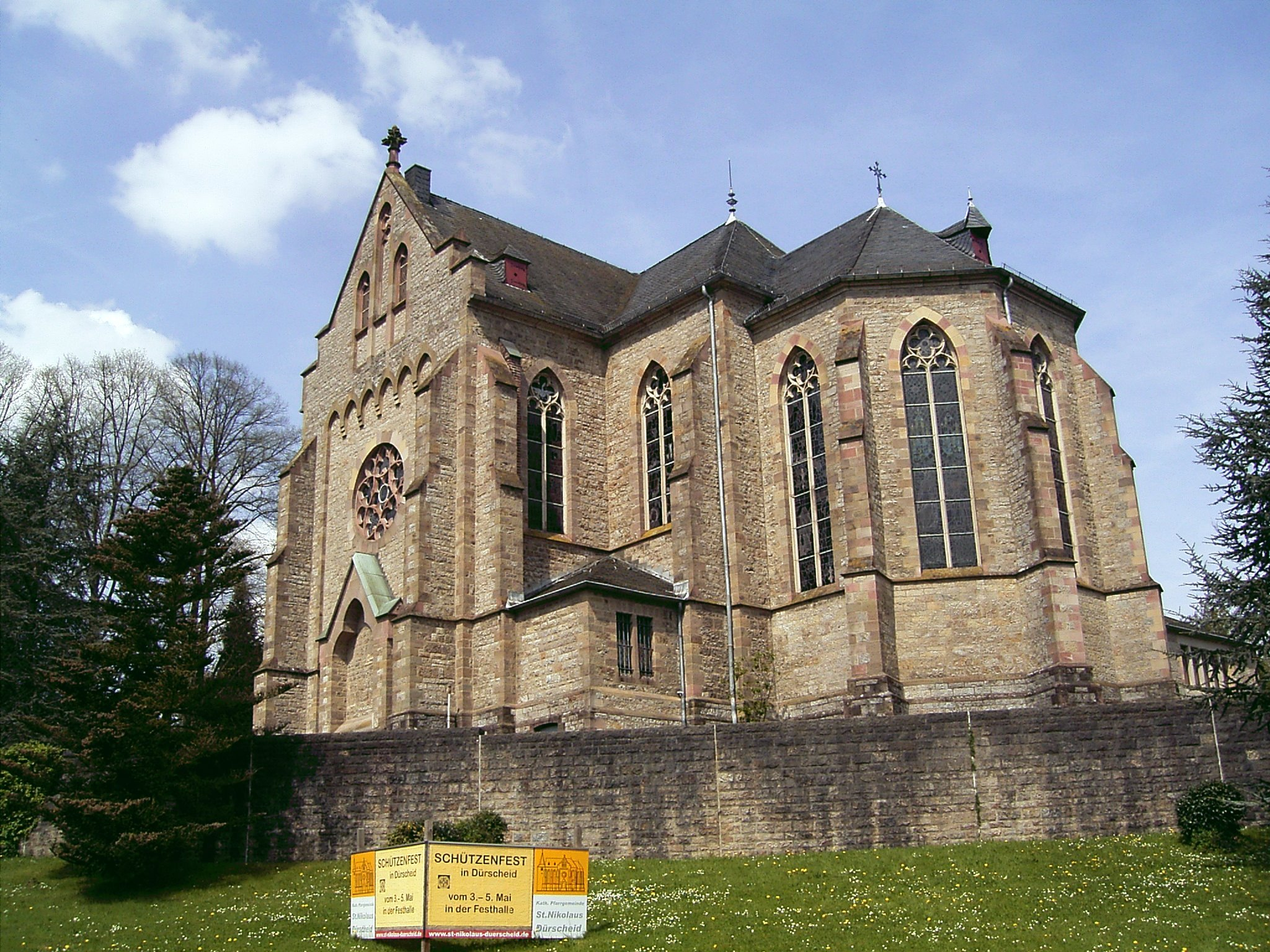
Sankt Nikolaus in Dürscheid

Der sechste Tag im Jahr 2013 wurde vom Geschichtsverein für die Gemeinde Kürten und Umgebung veranstaltet mit einem Schwerpunkt auf dem Ortsteil Dürscheid.
Ein Vortrag über die Geschichte von Dürscheid wurde im Pfarrheim der katholischen Kirchengemeinde St. Nikolaus gehalten. Das Pfarrheim war auch der Ausgangspunkt für die Bustouren und Wanderungen. Eine Wanderung führte zu den Spuren des Bergbaus rund um Dürscheid. Eine Busfahrt nach Sürth mit anschließender Wanderung zur Ringwallanlage Burgheim bot auch eine Gelegenheit zur Besichtigung des Gemeindearchivs. Eine weitere Wanderung führte zu den ehemaligen Wallanlagen im Ortsteil Schanze. Bei einer Bustour wurde der „Kürtener Kapellenkranz“ vorgestellt mit sieben Kirchen und Kapellen in den sechs Ortsteilen Spitze, Schnappe, Weiden, Biesenbach, Olpe und Biesfeld.

## 2014 Overath

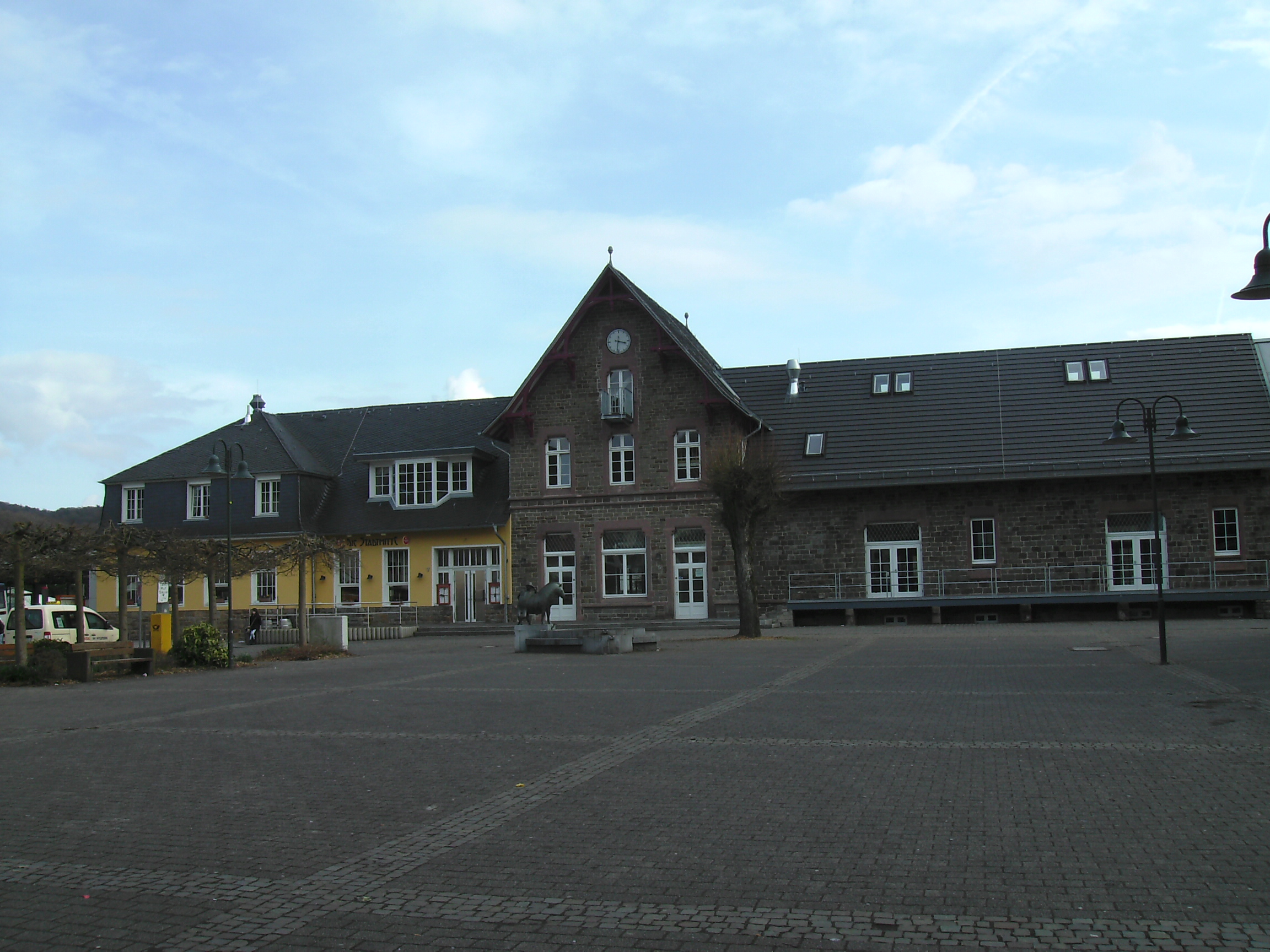
Der Kulturbahnhof in Overath

Der siebte Tag stellte Geschichtliches in Overath vor. Die Stadt feiert 2014 das 950-jährige Jubiläum ihrer Ersterwähnung als „Achera“ in einer Urkunde des Kölner Erzbischofs Anno II.
Kulturell und verkehrstechnisch ist der „Kulturbahnhof“ der Mittelpunkt der Stadt. Ein Vortrag im Saal des Kulturzentrums stellte die historische und aktuelle Bedeutung der Bahn ins Bergische dar. Vom Bahnhof aus wurde, vorbei an historischen Fußfällen, zur Wallfahrtskirche St. Mariä Heimsuchung in Marialinden gewandert. Nach einer Führung durch die Overather katholische Kirche St. Walburga begann eine Busfahrt zu St. Lucia in Immekeppel und zu St. Mariä Heimsuchung. Eine weitere Busfahrt führte nach Steinenbrück, an die sich eine Wanderung auf dem Lüderich mit Informationen über den historischen Erzbergbau anschloss.

## 2015 Wermelskirchen

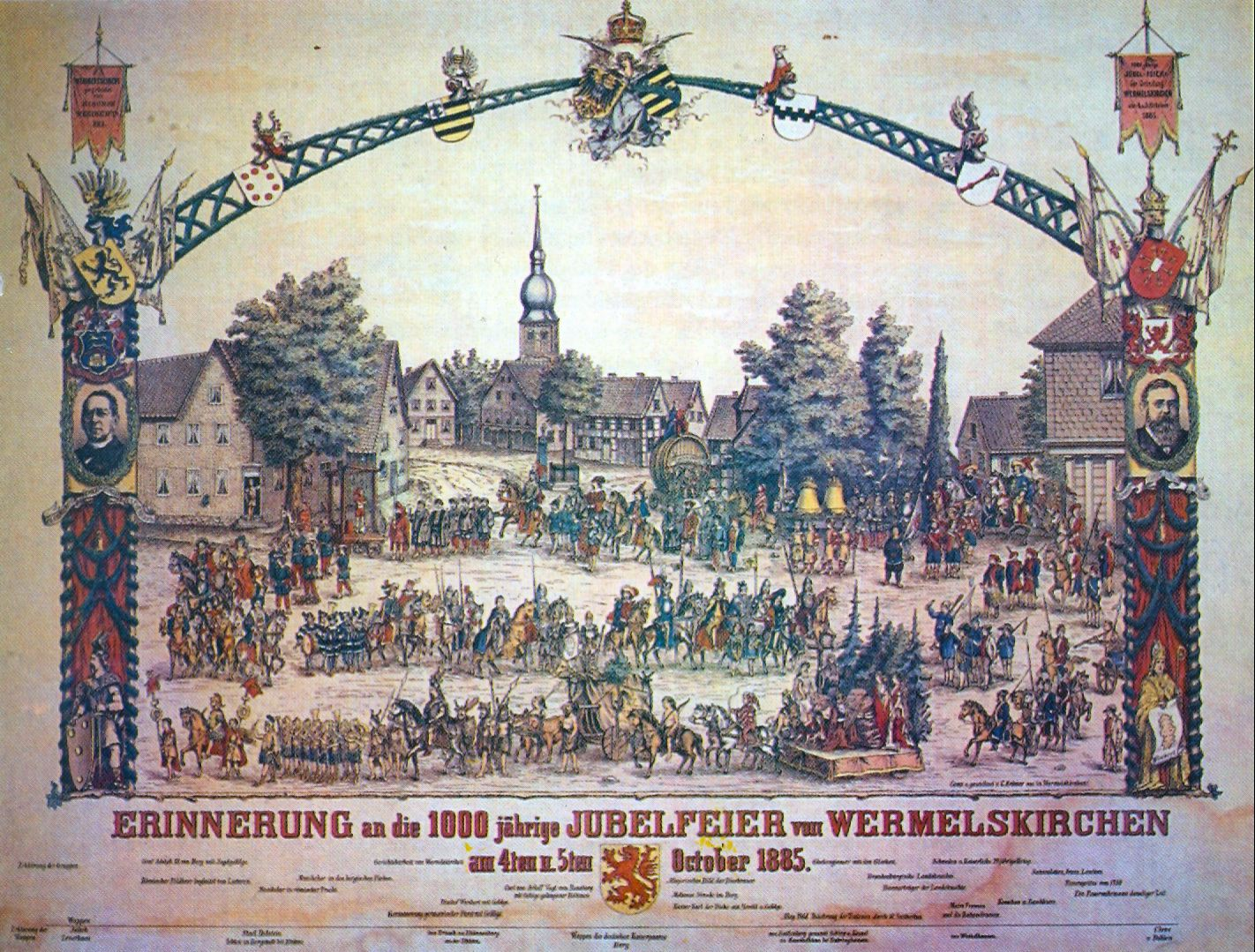
Schon 1885 feierten die Wermelskirchener ihre 1000-jährige Stadt

Den achten Tag richtete der Bergische Geschichtsverein in Wermelskirchen aus. Die erste Veranstaltung war eine Wanderung durch das Tal der Dhünn. Sie erinnerte an die Menschen, deren Heimat in der zweiten Hälfte des 20. Jahrhunderts durch den Bau der Großen Dhünntalsperre überflutet wurde. Nach der offiziellen Begrüßung durch Landrat Hermann-Josef Tebroke und den Vorstand des Geschichtsvereins zeigte das Kino Filmeck einen Dokumentarfilm über den Luftangriff auf Hünger am 4. November 1944. Ebenfalls im Kino zu sehen war eine Multivision über Wermelskirchen um 1870. Sie zeigte Bilder aus dem Nachlass von Rudolf Schumacher, dem ersten Fotografen in der Stadt. Eine Führung unter dem Titel Vom Galgenplatz zur Tuchfabrik gab Einblick in einen längeren Zeitraum der Stadtgeschichte.

## Sonstiges
Eine weitere jährliche Veranstaltung des Kreises zu geschichtlichen Themen war die Expedition Heimat.
Für jede Stadt und Gemeinde im Kreis existiert eine Liste der Baudenkmäler:
- Bergisch Gladbach
- Burscheid
- Kürten
- Leichlingen
- Odenthal
- Overath
- Rösrath
- Wermelskirchen